# Joe Rígoli
 (novembre 2017).
Si vous disposez d'ouvrages ou d'articles de référence ou si vous connaissez des sites web de qualité traitant du thème abordé ici, merci de compléter l'article en donnant les références utiles à sa vérifiabilité et en les liant à la section « Notes et références ».
Joe Rígoli, né à Buenos Aires (Argentine) le 5 novembre 1936 et mort le 27 janvier 2015 à Mar de Plata (Argentine), est un acteur argentin.

## Biographie
L'acteur a vécu dans des conditions difficiles[réf. nécessaire] à Madrid puis à Buenos Aires.

## Rôles
Il est surtout connu pour ses personnages comiques[Lesquels ?]. Il est apparu dans l'émission "Un, dos, tres... responda otra vez".
- 1984 : La de Troya en el Palmar de José María Zabalza : un religieux